# Lech Borowiec
Lech Borowiec (Jarocin, 24 november 1952) is een Pools entomoloog.
Borowiec werd geboren in Jarocin, Polen in 1952. Hij studeerde aan het Zoölogisch Instituut van de Universiteit van Wrocław van 1972 tot 1977. Hij haalde zijn Master en Doctor graad aan dezelfde universiteit en in 1993 promoveerde hij op het onderwerp zoögeografische studie van Donaciinae van de wereld (Coleoptera, Chrysomelidae). Hij werkt aan systematische zoölogie, zoögeografie, en als entomoloog voornamelijk aan kevers (coleoptera). Hij beschreef veel soorten kevers voor het eerst, voornamelijk in de groep van de bladhaantjes (Chrysomelidae) en bonenkevers (Bruchidae) maar publiceerde ook over mieren.    
- Bibsys: 90341173
- Gemeinsame Normdatei: 1077343809
- International Standard Name Identifier: 0000 0000 2999 4847
- Library of Congress Control Number: n91053374
- Nederlandse Thesaurus van Auteursnamen: 149732074
- ORCID: 0000-0001-5668-6855
- Istituto Centrale per il Catalogo Unico: UFIV101637
- Système universitaire de documentation: 113864469
- Virtual International Authority File: 77956423
- WorldCat: E39PBJm9ggfj8fqbWXyjQrCJDq